# Nagelkruid
Nagelkruid (Geum, vroeger gedeeltelijk Sieversia) is een geslacht van ongeveer vijftig soorten kruidachtige planten uit de rozenfamilie. Het geslacht is nauw verwant aan  Potentilla en Fragaria.
De planten zijn inheems in Europa, Noord-Afrika en West-Azië, en ingeburgerd op enkele plaatsen in Nieuw-Zeeland, Australië en Noord-Amerika.
De planten hebben in het algemeen stevige wortelstokken en een rozet van wortelbladeren. De stengel is meestal meerbloemig. De bladeren zijn getand of geveerd. De bloemen staan meestal in trosjes van enkele bloemen.
Een aantal soorten hebben klitvormige vruchten. De vruchten hebben vaak gehaakte snavels, waarmee ze gemakkelijk in de vacht van passerende dieren of in kleding blijven steken. Op deze wijze worden de zaden verspreid. Van de vruchten komt ook de naam; de vruchten zien er namelijk uit alsof ze nagels hebben. Andere soorten gebruiken de wind voor de verspreiding van vruchten.
In de Benelux komt vooral het geel nagelkruid voor. Het knikkend nagelkruid, dat ook voorkomt als stinsenplant, geldt als zeer zeldzaam.
In Europese gebergten komt nog een aantal andere soorten voor, zoals Geum montanum en Geum reptans
Geel nagelkruid (Geum urbanum) staat bekend als heksenkruid.

## Ecologische aspecten
Geum-soorten worden als waardplant gebruikt door de larven van een aantal Lepidoptera-soorten waaronder de aardbeivlinder (Pyrgus malvae).

## Soorten
In Nederland en België komen of kwamen de volgende soorten voor:
- Geel nagelkruid (Geum urbanum)
- Knikkend nagelkruid (Geum rivale)
- Groot nagelkruid (Geum macrophyllum)

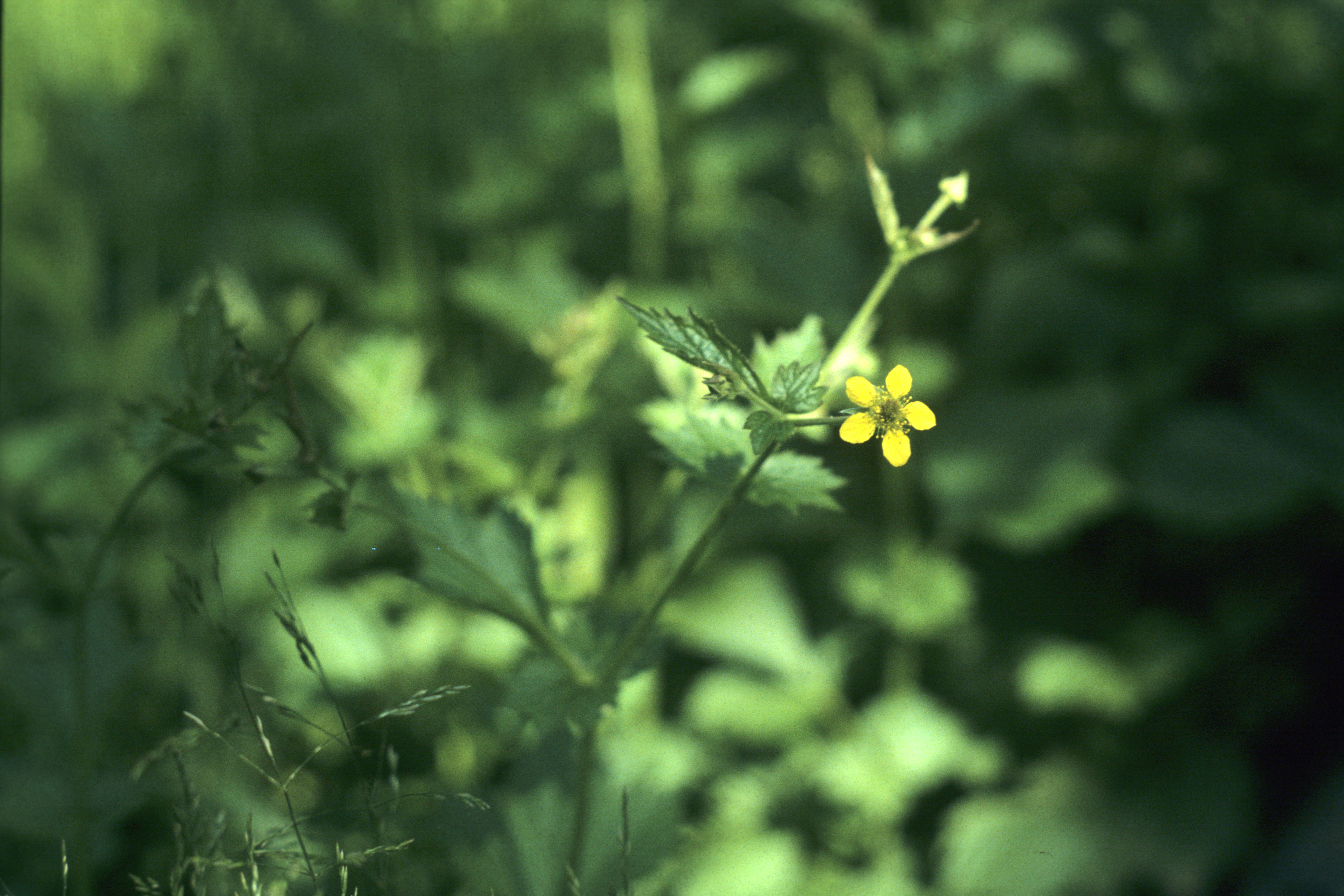
Geum aleppicum
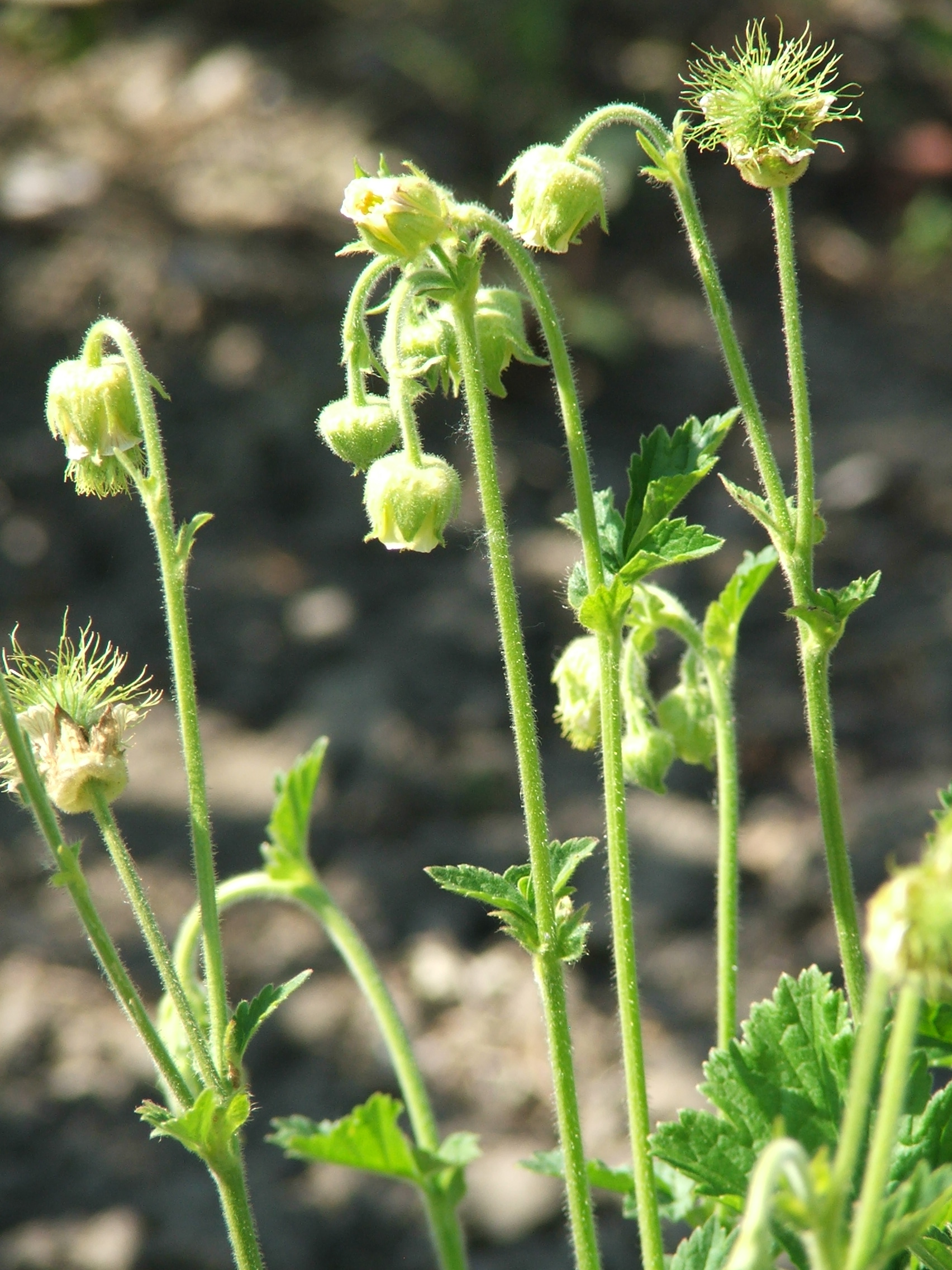
Geum bulgaricum
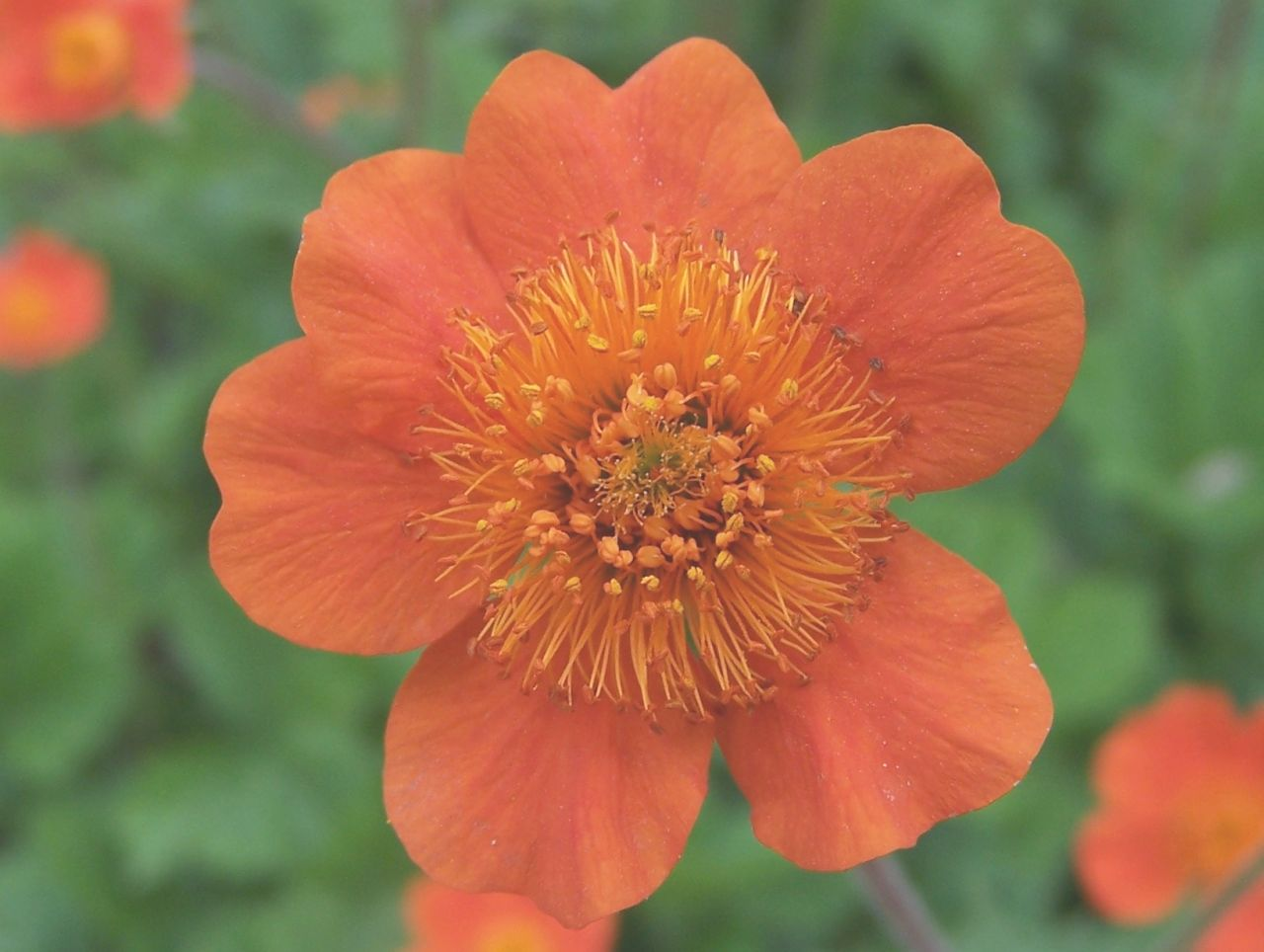
Geum coccineum
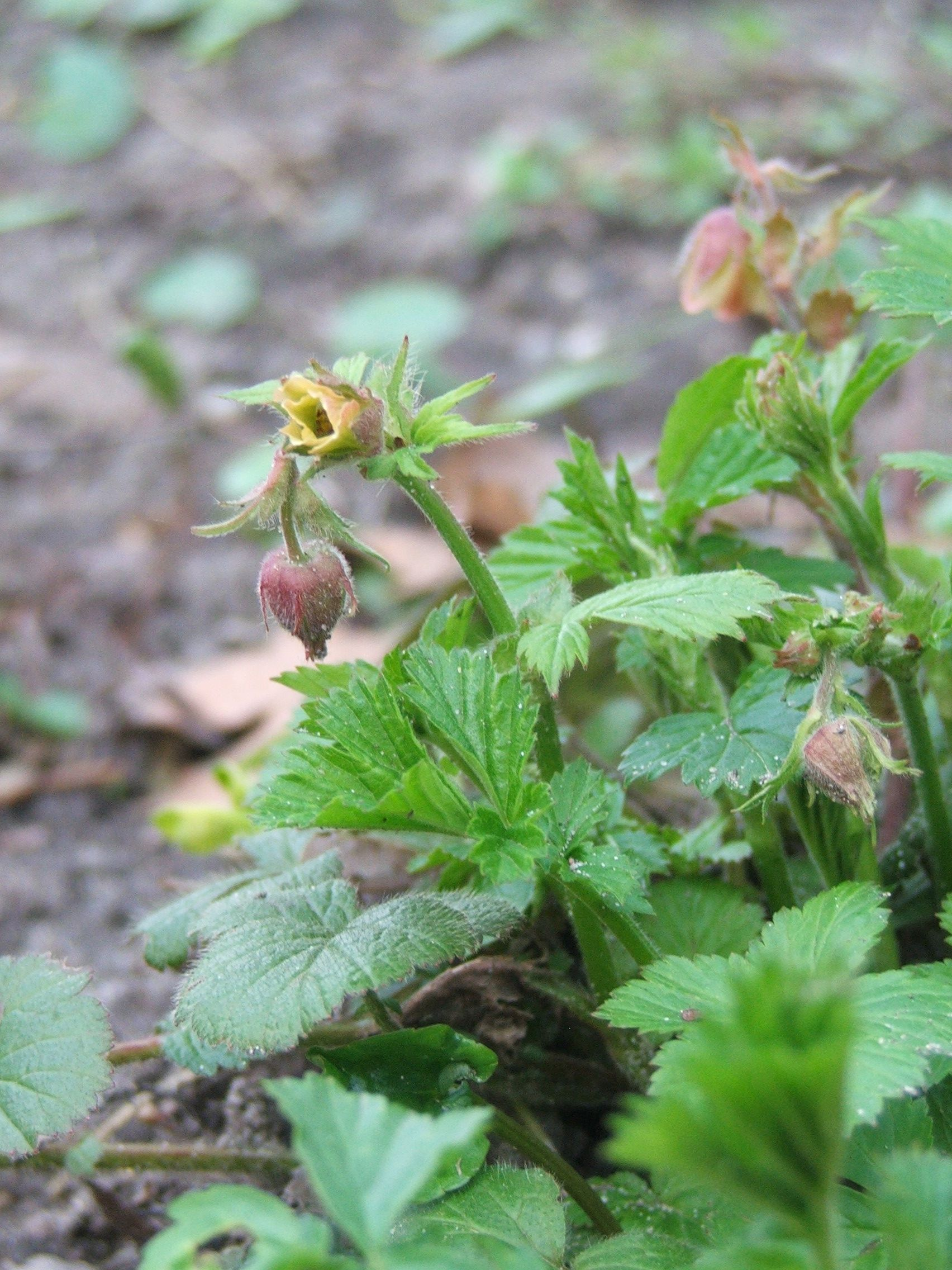
Geum glaciale
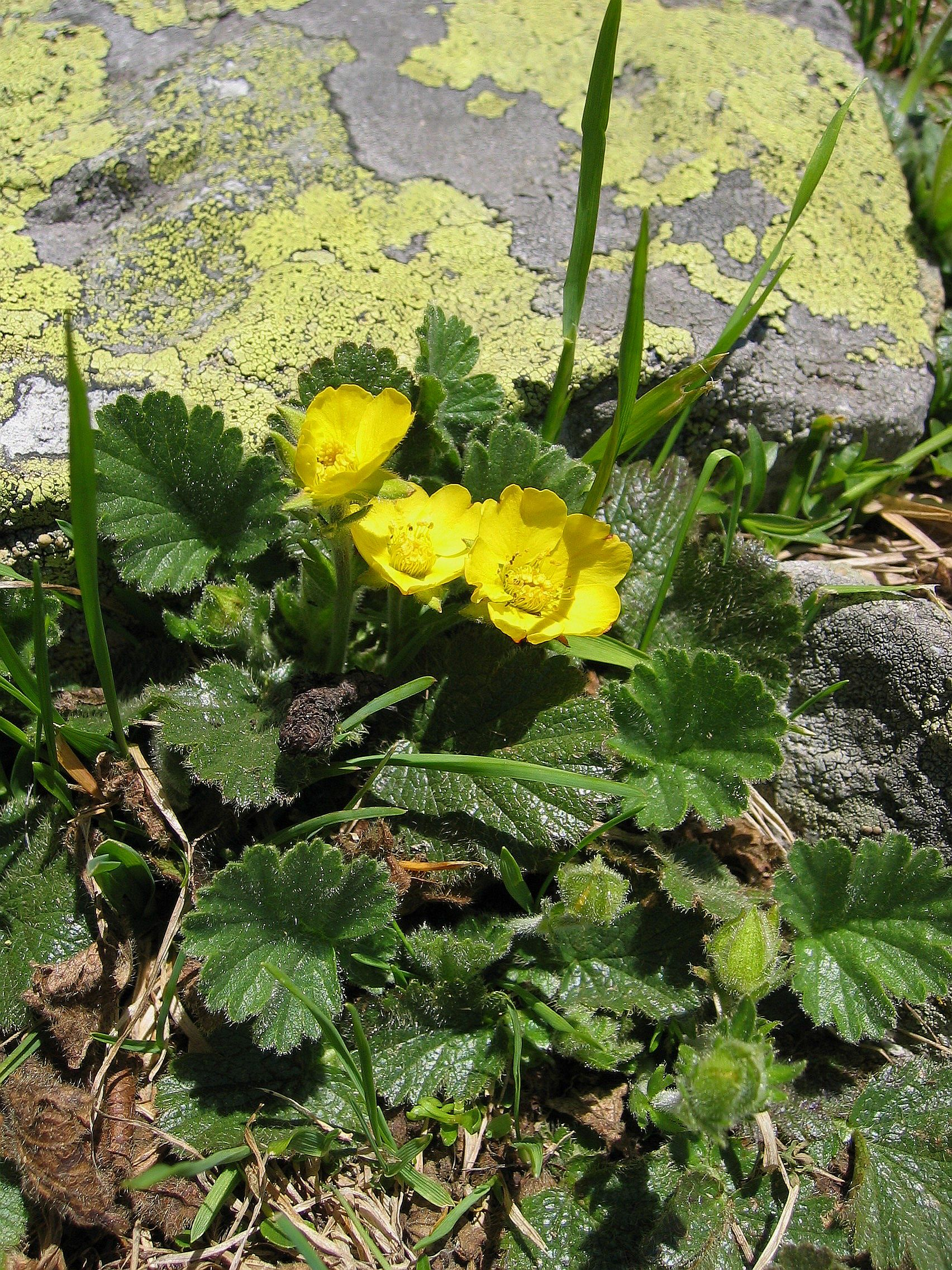
Geum montanum
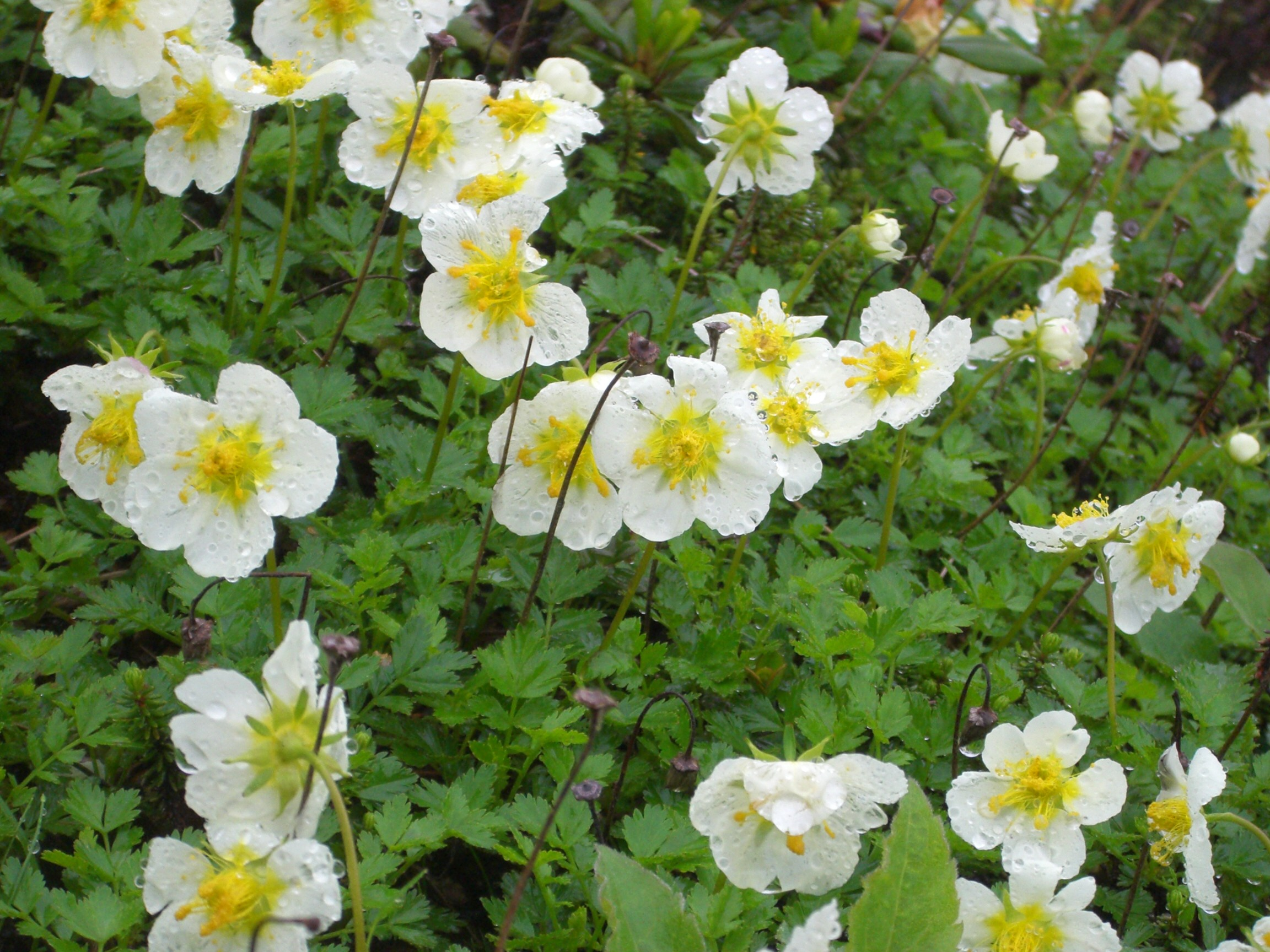
Geum pentapetalum
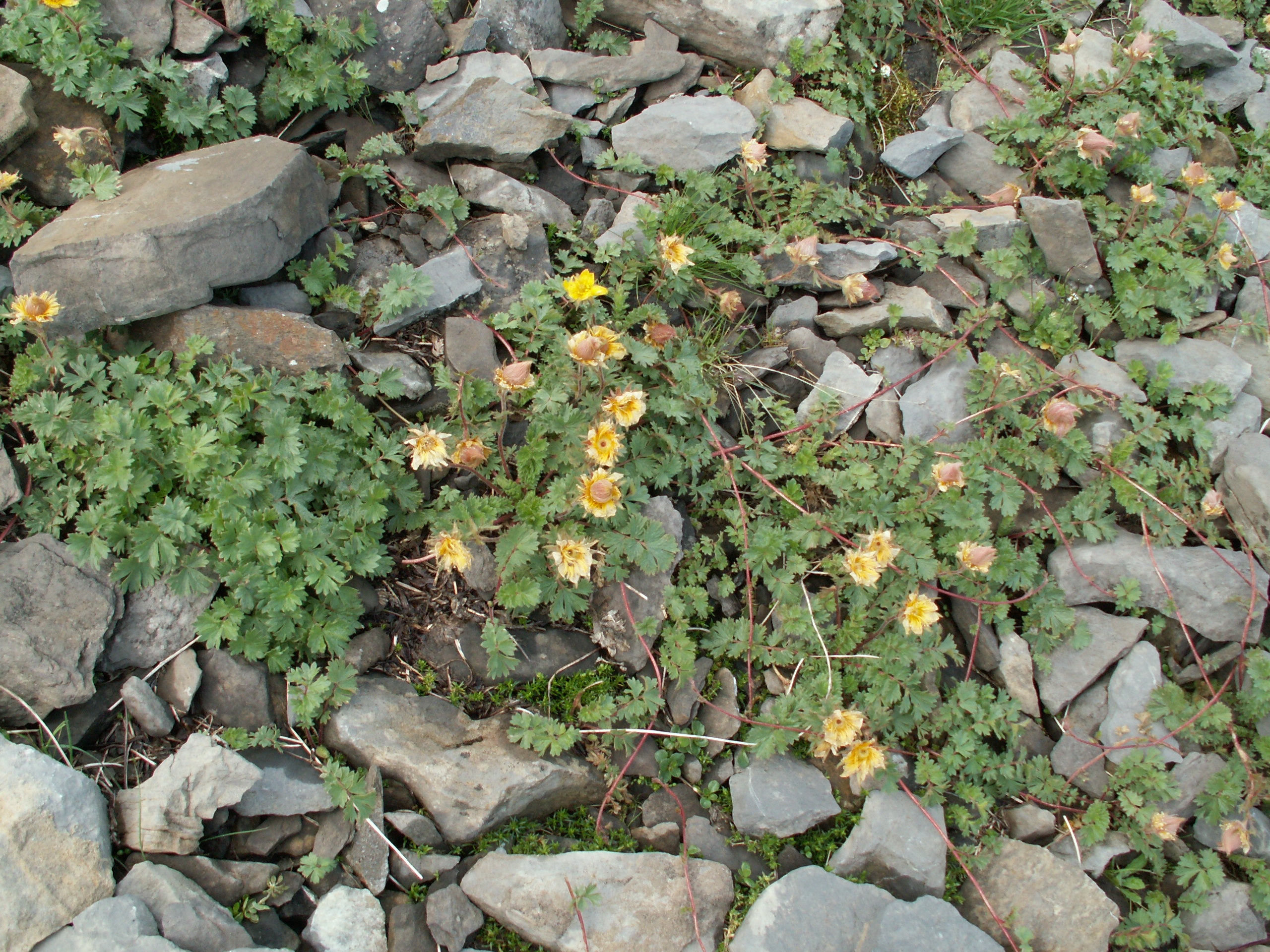
Geum reptans
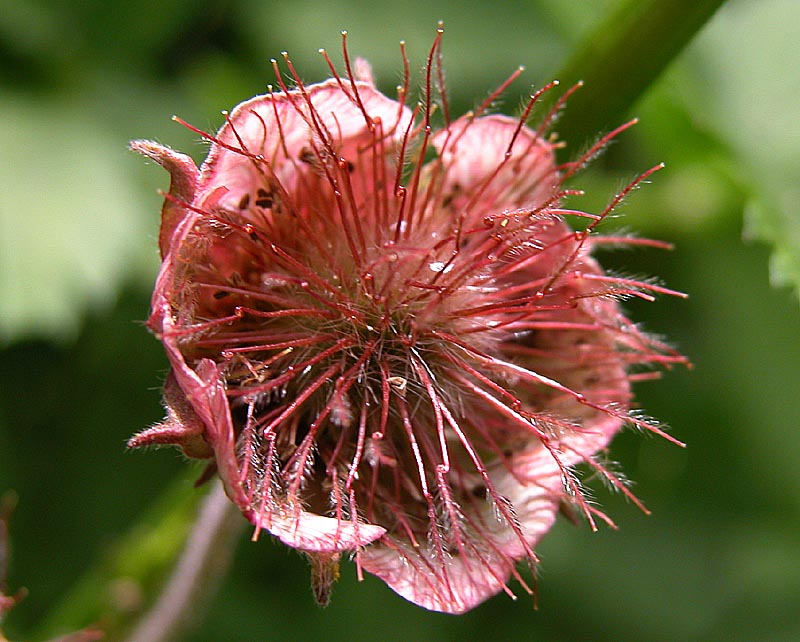
Knikkend nagelkruid (Geum rivale)
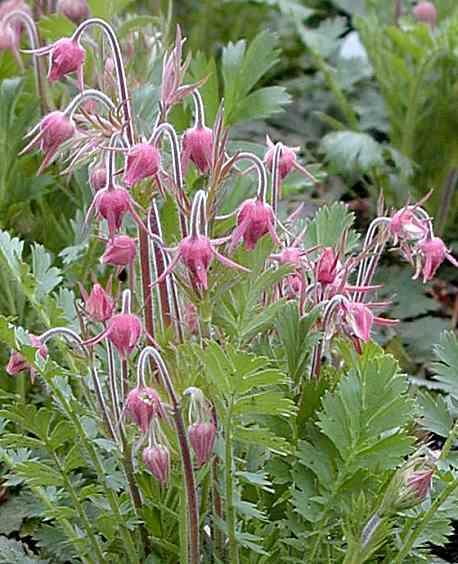
Geum triflorum
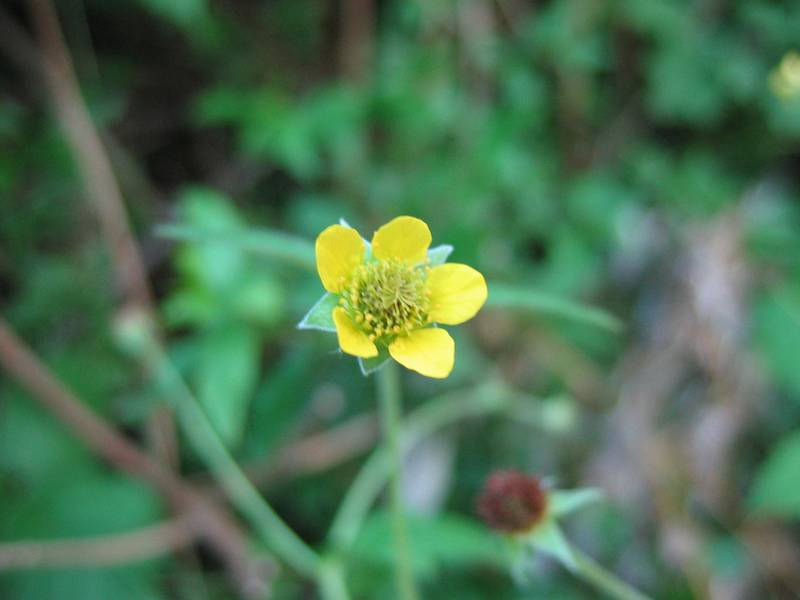
Geel nagelkruid (Geum urbanum)

... · 
Acaena (stekelnootje) · 
Adenostoma · 
Agrimonia (agrimonie) · 
Alchemilla (vrouwenmantel) · 
Amelanchier (krentenboompje) · 
Aphanes (leeuwenklauw) · 
Aronia (appelbes) · 
Aruncus · 
Comarum · 
Cotoneaster (dwergmispel) · 
Crataegus (meidoorn) · 
Cydonia (kweepeer) · 
Dryas · 
Eriobotrya · 
Filipendula (spirea) · 
Fragaria (aardbei) · 
Geum (nagelkruid) · 
Hagenia · 
Kerria (ranonkelstruik) · 
Malus (appel) · 
Mespilus · 
Potentilla (ganzerik) · 
Prunus · 
Pyracantha 
Pyrus (peer) · 
Rosa (roos) · 
Rubus (braam) · 
Sanguisorba (pimpernel) · 
Sorbaria · 
Sorbus (lijsterbes) · 
...